# Sabu (nomarca)
| S29 | F28 | D58 | G43 | A1 |

| S29 | F28 | D58 | G43 | A1 |

Sabu es el nombre de un alto funcionario egipcio, posiblemente un nomarca o alcalde, que ejerció durante el reinado de Adyib, faraón de la primera dinastía, de quien Walter Bryan Emery le considera hijo.

## Testimonios de su época
- Su tumba, la S3111 de la necrópolis de Saqqara.[nota 1]
- Una jarra de cerámica encontrada en Umm el-Qaab, tumba X de Anedjib. Tiene dos sellos, el del dominio o entidad económica (Hr-sb-ht) y el de Sabu, Administrador (d-mr) y Supervisor de los Almacenes (hry wd;).[1]

## Tumba
Es una mastaba situada al norte de Saqqara, en la ladera de una amplia hondonada que antiguamente era el lago de Abusir. Fue estudiada por W. B. Emery en 1936, que en principio la atribuyó a Adyib debido a los sellos encontrados. Fue construida con ladrillos de adobe, y la fachada exterior sigue el estilo de fachada de palacios, tan habitual en la arquitectura funeraria del Imperio Antiguo.
Está dividida en siete salas, y en la cámara funeraria se encontró un sarcófago de madera con los restos de Sabu, que descansaba en postura fetal, como era costumbre en la época. Del ajuar funerario perduran elementos metálicos y líticos, como vasijas de piedra y un disco de pizarra doblada sobre sí misma y pulida, conocido como "disco de Sabu", un trabajo destacable que demuestra que los antiguos artesanos dominaban la talla lítica. También se hallaron herramientas de piedra, flechas, objetos de cobre, y restos de un recipiente de pizarra.
El "disco de Sabu", del que se desconoce la utilidad, está conservado en el Museo de El Cairo. Para algunos defensores de los fenómenos paranormales, es lo suficientemente extraño como para ser calificado como Oopart.

### Citas
1. ↑  Staude, Andréas (2010). «The Earliest Egypcian Writing». Oriental Institute Museum Publications (32): 133, figura 46. ISBN 1885923767. Archivado desde el original el 26 de agosto de 2021. Consultado el 20 de junio de 2013.
2. ↑  Universidad de Michigan (2008). bulletin de la société pour l'étude des cultures prépharaoniques de la vallée du Nil (18): 62.
3. ↑  González González, Luis (2011). Todo lo que debe saber sobre el Antiguo Egipto. p. 70. ISBN 8499671772.
4. ↑  Ogdon,  Jorge Roberto (2007). «El cementerio de la primera dinastía en Saqqara norte.». Amigos de la egiptología. Archivado desde el original el 2 de junio de 2013. Consultado el 21 de junio de 2013.
5. ↑  The Mysterious Egyptian Tri-Lobed Disc. Archivado el 18 de junio de 2013 en Wayback Machine. Consultado el 21 de junio de 2013.

- Datos: Q2210187
- Multimedia: Sabu (Prince) / Q2210187